# Supermarket Mania
Supermarket Mania (укр. Супермаркет Манія, букв. укр. Манія до супермаркету) — багатоплатформова відеогра жанру time managment, розроблена та G5 Entertainment Group та видана Alawar та NevoSoft у Росії шляхом цифрової дистрибуції, iWin та GameHouse у США шляхом цифрової дистрибуції, Focus Multimedia (з логотипом Alawar на диску) у Великій Британії, Micro Application (з логотипом Alawar на коробці та диску) у Франції та Purple Hills у Німеччині. У Росії було локалізовано як «Супер-Маркет-Мания», у Німеччині як «Shopping Mania: Die Supermarkt-simulation» та у Франції як «Panique au Supermarché». Випущена 18 квітня 2008 для Windows. 23 липня 2009 року була випущена на iOS. Також для iPad була випущена HD-версія гри. На Nintendo DSi була випущена 19 листопада 2010. Розповсюджувалася тількі шляхом цифрової дистрибуції та продавалася за 500 баллів, що дорівнює 5 доларам США. 7 липня 2011 стала доступною на Nintendo 3DS шляхом сервісу цифрової дистрибуції DSiWare. На платформах PlayStation Portable та PlayStation 3 були одночасно випущені 18 травня 2010 в Північній Амереці.
Є першою частиною серії та першою грою компанії G5 Entertainment AB.
Гра має сиквел Supermarket Mania 2, що є прямим сюжетним продовженням цієї гри.

## Ігровий процес
Гра має 50 ігрових рівнів. Повне проходження гри займає близько 3-4 годин.
Гравець управляє головним персонажем Нікі — робітницею супермаркету. Задача полягає у наповненні торговельних полиць товаром, таким чином, щоби покупці змогли отримати потрібний їм товар очікуючи якнайменше.

### Відвідувачи
Кожний відвідувач автономен у смаках, швидкості ходу та часу очікування товару на полиці. Наприклад, найулюбленіші продукти персонажу «Літня леді» це салямі, капуста та молоко. Її швидкість мала, а час очікування великий. Повною протилежністю є персонаж «Япі». Найбільше він любить дині, ананаси та смажену курку. Його швидкість ходу середня, а час очікування малий. Можна запам'ятати смаки клієнтів, щоби наперед знати як їх обслуговувати.

### Візуальний стиль
Візуальний стиль є підходящим під умови гри. «Яскравий та барвистий набір кольорів радує око, а милі круглі люди заповнюють екрани» — так коментує це один із рецензентів гри. Стиль простий, але добре працює з великою кількістю персонажів на екрані та відокремлює клієнтів один від одного. Але, сюжет Supermarket Mania суперечить щасливому характеру гри.

### Механіка заповнення товаром
Незалежно від кількості товарів у вашому кошику та кількості товарів на полиці, якщо гравець наповнить її, то з кошика зникне одна поділка, а полиця заповниться повністю.
Кошик Нікі вміщує в себе 5 поділків товарів. Місткість кошику можна збільшити до 7 поділок за 10 тисяч доларів. Ця пропозиція дається гравцю між рівнями, коли він має покращувати свій супермаркет, купляючи декорації, нові продукти та інше.
Якщо у кошику немає товарів, то гравцю необхідно натиснути на склад, щоби Нікі пішла туди та наповнила свій кошик. Навантаження кошика займає деякий час.
Якщо гравець спробує наповнити полицю товаром, при тому, що у кошику його нема відеогра покаже інформаційний напис «Пустий кошик» та програє спеціальний звук та його дія буде скасована.
Якщо гравець спробує наповнити полицю товаром, при тому, що полиця вже повністю заповнена гра програє той же звук, що й при «пустому кошику» та скасує дію, але інформувальний напис про заповненість полиці не покаже.
Ті ж дії буде програно, якщо у гравця повний кошик, але він натискає на склад, щоби наповнити свій кошик.

### Механіка сміття
Відвідувачі супермаркету можуть насмітити коли беруть товар до свого кошика або якщо не дочекаються товар, який вони хочуть придбати. У другому випадку відвідувач кидає кошик з продуктами, вони розлітаються та залишається пакет сміття. Після чого відвідувач полишає супермаркет не заплативши за винищений товар. Відвідувачі під час виходу з точки продажу мають різні емоції. Так, персонажі «Япі» та «Дитина» йде втомлено та розчаровано, у той час, як персонаж «Жінка» йде з магазину розлючено. Винятком є персонаж «Пристаріла леді», яка йде як звичайно, навіть не залишаючи кошику з магазину.
Також, якщо Нікі візьме у руки пакет зі сміттям, то вона не зможе поставити новий товар на полиці та покласти у свій кошик складських товарів, тому що її руки будуть зайняті. Про це інформує напис, з'являючись над полицею або складом.
На цьому смітті інші відвідувачі можуть послизнутися та впасти на сідниці, після чого піднявшися та полишити супермаркет, також не заплативши за товари, без яких вони залишають магазин. Анімації програються ті ж самі, що й при минулому випадку.

Дві стадії крадіжки. Нижня злодюжка готується до крадіжки та впевнюються в тому, що за ним не слідкують, а другий розпочав крадіжку.
Знизу охоронник на якого потрібно натиснути гравцеві, щоби зупинити крадіжку.

### Механіка злодюжок
Супермаркет можуть відвідувати злодюжки (з рус. воришки). Ці відвідувачі нічого не купують. Вони мають злочинний намір, направлений на таємне викрадення чужого майна та обернення його на свою користь. Спочатку, вони підходять до торговельного прилавка та впевнюються в тому, що його дії мають таємний характер. Над ними з'являється синій смайлик з пов'язкою на очах, який символізує його дію, яка робиться їм наразі.
Впевнившись в цьому вони починають незаконно привласнювати собі товар, супроводжуючи це хіхіканням, який є рисою, що виражається та на яку гравець і повинен звернути увагу. У цей час синій смайлик починає трястися, для того, щоб ще більше привернути увагу гравця. Паралельно з цим у злодюжки вмикається анімація, на якій показано, як він ховає вкрадене майно у внутрішню кишеню свого гуді.
Щоби запобігти таємному викраденню продукту з прилавка гравець повинен натиснути на охоронника у синій сорочці. Це призводить до того, що охоронець свистить.
Якщо злочинець не хіхікає, тобто не краде то він відійде від прилавка та піде до іншого або покине магазин. Це не принесе супермаркету не прибутки, ні збитку. Але, якщо крадій почне незаконне привласнення, під час якого він хіхікає та у цей момент охоронець засвистить, то злодюжку буде піймано, а з нього буде взято фіксований штраф розміром у 100 доларів. Вони одразу ж після затримання крадія стають власністю супермаркету.
У випадку, коли охоронник не свисне — майно буде вкрадено, тим самим завдав матеріальних грошових збитків у вигляді фіксованої суми 50 доларів з денного рахунку супермаркету.
Злодюжка також може послизнутися на смітті та піти з магазину через це.

### Механіка дітей
Також у супермаркет можуть зайти діти. Вони можуть купувати товар як інші персонажі. У будь-який непередбачуваний час перебування у крамниці вони можуть почати бешкетувати. Під час цього бешкету програється звук, де поєднано дитячій сміх та мультяшний звук пружинки. Вони створюють безлад та завдають матеріальні грошові збитки своїми діями, а саме бігають по супермаркету та скидають з різних полиць продукти. Тим самим зменшуючи кількість товару, що продається та утворюючи сміття на підлозі, на якій можуть послизнутися інші відвідувачі крамниці та піти з магазину через це. Гравець може зупинити бешкет, натиснувши на охоронця. Після свисту бешкет не продовжиться, але виникнення другого бешкету не виключається.

### Покупка покращень
Після закінчення рівня ви можете витратити набуті з продажу гроші на удосконалення магазину такі як підлога, на якій відвідувачі будуть послизатися менше у порівнянні зі старою, новий продукт, який дає надбавку до ціни та робить прибуток більшим, новий склад, у якому Нікі буде завантажувати кошик у два рази скоріше чи автомат для продажу цукерок, якій дає фіксовану надбавку 5 доларів з кожного покупця, оплатившого свої покупки на касі, що збільшує прибуток. Також можна купити Нікі рукавиці. З ними вона буде заповнювати полиці магазину швидше у два рази. Також можна придбати збільшення місткості кошику до 7 поділок замість п'яти. Це буде коштувати 10 тисяч доларів. Після цього на боковій стороні кошика додасться напис V+, ймовірно значущий більше, ніж п'ять.

### Режими супермаркету
У грі є два особливих режима. Це «Ідеальний супермаркет» та «Суперзірка».
Перший режим гравець контролює сам. Цей режим можна увімкнути лиш раз на рівень. Вмикається він кнопкою «Вподобайдки» у правому нижньому кутку біля іконки кошика, який індукує заповненість. Під час цього режиму перемикається музика та покупці кладуть з полиць собі у кошик або корзинку весь товар. Під час цього режиму відвідувачі беруть усе, що вони встигнуть забрати за час дії цього режиму. Також під час дії режиму в магазин не будуть заходити нові відвідучи. Якщо у супермаркеті під час активації режими був крадій, то він буде не купляти товар з полиць, а красти, без змоги зупинити його крадіжку охоронником. Сам режим триває 15 секунд.
Другий особливий режим активується автоматично, коли у супермаркет завітає кінозірка. Під час дії режиму музика змінюється на джазову. У цю мить звичайні відвідувачі достануть пристрої та почнуть фотографувати цю зірку, відволікшись від покупок у магазині та стоячи на одному місці. Зірки мають дуже малий час очікування продуктів на полицях. Після того як зірка завершить покупки та пійде на кассу розраховуватися з касиркою режим вимикається та звичайні відвідувачі продовжують робити покупки як зазвичай.

Вигляд закінчення рівня

### Закінчення рівня
При закінченні рівня саундтрек змінюється на спокійніший та програється звук дзвінка. Та біля годинника з'явиться напис «Зачинено».
На кожному рівні різні вимоги для закінчення. Якщо гравець до закінчення рівня не зможе набрати необхідну кількість грошей, то буде показана картинка з розчарованою Нікі та напис «Ви програли!». Після чого буде показане спливаюче вікно з таким текстом: «Ви заробили недостатньо, для продовження. Результат рівня — $X. Будь ласка, почніть рівень заново.»
В усіх робітників магазину буде включена анімація розчарування.
Якщо гравець досяг основної цілі, але не досяг експертної буде зображена Нікі, що показує жест Вікторія та посміхається, а також текст «День закінчено».
У тому випадку, коли гравець досяг цілі експерта, то буде зображена Нікі, що показує жест Вікторія та посміхається, а також текст «Відмінно!».
Також гра покаже скільки клієнтів пішли з магазину розплатившись за товар і скільки пішли через те, що послизнулися на смітті або через те, що не дочекалися заповнення полиці товаром.
Також буде показана статистика «Найкращі продукти», де гравцю у процентах покажуть статистику продажу товарів.
Також гравцеві покажуть скільки він заробив за рівень, його бонус та статус рівня.

Знімок екрана під час гри у нескінченний режим на iPad.

Всього буває три статуси:
- Експерт
- Добре
- НевдачаЗнімок екрана під час гри у нескінченний режим на iPad.

### Доповнення після ПК-версії
На портативних гральних системах PlayStation Portable, Nintendo DSi, Nintendo 3DS та iOS ця гра отримала режим, у якому ціллю є протриматися якомога довше і отримати якомога більше очок. Гра буде продовжуватись до поки гравець не зчинить поразку, а саме до тих пір, поки ви не втратите 10 покупців. Гра весь час ускладнюється. Але гра може давати бонуси. Наприклад, бонус за допомогою якого Ніккі починає рухатися швидше, покупці купують все поспіль або полиці заповнюються самі собою.

### Баланс казуальності
Видання PocketGamer у своїй рецензії похвалил гру, оскільки кожен етап займає лише кілька хвилин, а поркащення для магазину не лише винагородять гравця за зусилля, але й будуь стимулювати продовження гри. Supermarket Mania добре підтримує короткі сеанси гри, водночас має достатньо глибини, щоб змусити вас повернутися.

### Додаткові аспекти
Якщо гравець буде активно розмахувати мишею, то почує тихий звук від частинок, які падають з курсора. Також, якщо гравець доторкнеться до пункту меню, кнопки або опції, то буде програно звук паперу. Якщо ж гравець затисне клавішу миші на цих елементах, то почує інший звук.

### Недоліки
Modojo у своїй рецензії відзначили, що у версії для PlayStation Portable управління не таке комфортне, як на DS або iPhone із-за того що PSP не має сенсорного екрана та вибір полиці для заповнення здійснюється через D-Pad. «Хоча це непогана ідея, полиць так багато, що легко застрягти на задньому ряду, коли вам потрібно відвести Нікі до передньої частини магазину.» — відзначили вони
Виданню PSP Minis, своєю чергою не достатньо налаштування складності гри, бо усі мають різні навички швидкого мислення та рефлексів, але на проблему управління грою вони також жалілися так: «Я розумію, що важко перенести гру, розроблену з використанням миші, на платформу, яка не має очевидного способу відтворення (це, мабуть, тому, що на PSP насправді не так багато казуальних ігор), але вони могли б дати вам більше можливостей для помилки.» Саме це видання саме говорило про випадок, коли вони змогли завершити рівень тільки через 10 спроб. Причина тому це сміття, якого на початку рівня забагато. Гравець просто б не зміг одночасно прибрати все та заповнити полиці.
Рецензентка з Gamezebo поскаржилася на відсутність системи для стровення «Комбо» яка була б гарним доповненням, щоб дати виклик гравцю. Також рецензентці не сподобалося, що треба платити за оновлення в одному магазині, але коли вона переходитть до нового втрачає деякі, куплені в минулому магазині, речі. Також ця рецензентка побажала більшої різноманітності в різних магазинах, оскільки в більшості з них була однакова атмосфера, незважаючи на різну музику та різне оформлення.
Nintendo Life висловилися про графіку та саундтрек таким чином: «У плані графіки та музики гра не особливо блищить, але насправді не так уже й погано. Графіка дійсно практично нагадує флеш-гру, і є кілька оптимістичних, помірковано запам'ятовуються мелодій, які грають, поки магазини відкриті, з різними піснями для кожного.»
Редакція Nintendojo скаржиться на те, що у версії для Nintendo DSi завантаження гри до головного меню триває приблизно хвилину, що є характерним для iOS, але не для DSi. Редактори назвали розробників лінивими за це.

## Сюжет
Сюжет гри розказується у мальованих коміксах, які доступні для перегляду на початку або в кінці певного рівня. Назви рівнів, які написані після числа взяті з гри.

### День 1 (1 магазин— 1 рівень) Перший день
Дівчина Нікі просинається та йде на свій перший робочий день у компанію TORG Corporation. Під час путі до великої вежі TORG їй зустрічається 5 магазинів мережі TORG. Сама протагоніста коментує це так: «Магазини Торгу усюди. Якби я могла знайти іншу роботу…». Поки вона йде по вежі, вона бачить робота який їй каже: «Доброго ранку! Ласкаво просимо у Корпорацію TORG». Нікі ці роботи не подобаються та здаються неприємними. Після чого перевдягається в уніформу і починається рівень, який навчає гравця основ гри. Магазин у якому відбувається геймплей зроблений переважно з металу.

### День 4 (1 магазин— 4 рівень) Брудне прийняття
Касирка ділиться з Нікі думкою, про те що сьогодні був хороший день, а Нікі у саркастично-сумному тоні відповідає: «Сподіваюся, що Містер Торг думає так само». Але, після цього діалогу до дівчат заходять роботи, які несуть монітор. На ньому сам Торг сказав: «Хороший день? Думаю, він дійсно хороший для таких безталанних робітників як ви. На щастя, мої роботи готові до обслуговування покупців! І я збираюся пустити їх на робу. Прямо зараз!». Після цього містер Торг висловлює думку про ефективність роботів та говорить про початок всесвітнього розквіту його корпорації, а потім повідомляє про звільнення Нікі та касирки.

### День 5 (2 магазин— 1 рівень) Другий шанс
Нікі йде з касиркою у маленьку крамницю, якою володіє містер Кларенс. Касирка здивувалася цьому, через засилля Корпорації TORG. Дві дівчини заходять до крамниці та говорять: «Вам потрібні співробітники?», але на це Кларенс відповідає, що у нього не найкращі часи, але він не встиг повнистю промивити це та касирка відповідає: «І ми, як раз, ті помічниці, що повернуть вам успіх!». Кларенс дивується і питає як ці обидві дівчини самі впораються, на що отримує відповідь, що їм не привикати. Після цієї розмови обидві дівчини починають працювати на Кларенса.

### День 6 (2 магазин— 2 рівень) Нетерплячий Япі
У супермаркету з'явлюється новий клієнт «Япі». Його швидкість середня, а час очікування товару на полиці малий.

### День 13 (2 магазин— 9 рівень) Охоронник
У магазані з'являється охоронник та тепер крамницю стали відвідувати підлитки, які бешкетують. Охоронник потрібен, щоби зупинити безлад.

### День 16 (2 магазин— 12 рівень) Канікули
В цей день у магазині буде більше підлітків, ніж зазвичай, а саме 6 дітей відвідають супермаркет. Касирка говорить, що містер Кларенс добре лагодить механізми, після цього він зізнався, що раніше був винахідником. Після цього Нікі також заінтересувалася та попросила розказати Кларенса більш детально. Він відповів, що йому нічим гордитися, та що його роботи відомі як «Роботи Торга». Але, насправді, їх винайшов містер Кларенс. Потім він почав розказувати про лабораторію: «Тоді у мене була лабораторія. Олександр Торг був моїм ассистентом. Я пам'ятаю день, коли я зробив свого першого робота. Тоді Олександр і я часто сперечалися про те як використовувати наш винахід. І одного разу він зник… А також, прихватив усі наші кресленя. Олександр хотів влади та грошей». Потім Кларенс розказує про те, що почув про відкриття мережі магазинів Олександра Торга.

### День 17 (3 магазин— 1 рівень) Переїзд
Комікс починається з того, як Кларенс показує своїм робітницям новий магазин. Нікі думала, що вони фінансово спроможні тільки платити за минулий магазин і була здивована відкриттям 2 магазину мережі Corner Mart. Кларенс сказав, що їм треба закріпити успіх, але Торг, який наблюдав через камеру відеонагляду сказав сам собі: «Ваш успіх? Я вам покажу що значить успіх!».

### День 22 (3 магазин— 6 рівень) Перші неприємності
Магазин починають відвідувати крадії, дії яких направлені на незаконне таємне обертання товару з прилавку на свою користь. Гра пояснує гравцю як діяти з цим персонажем.

### День 26 (3 магазин— 9 рівень) Кінозірки
Супермаркет Кларенса стає популярним у кінозірок. Тому, в цей день кінозірка відвідає магазин.

### День 28 (3 магазин— 12 рівень) Де охорона?
Гравцю на початку рівня даєтся підціль: Не дати вкрасти злодюжкам більше двох товарів. В цей день супермаркет відвідає 10 злочинців.
Після закінчення рівня гравцю зображається Охоронник який веде злодюжок за шиворот та говорить: «Ви ж знаєте, що красти не добре?», а один из них вибачається і говорить, що містер Торг заставив їх це зробити. У цей час касирка з Нікі пліткують: «Що за брудні ігри?» — запитує касирка, а Нікі їй відповідає, що Торг ні перед чим не зупинится!
Кларенс припиняє ці розмови своїм новим планом, який герої остаточно бачять у наступний день.

### День 29 (4 магазин— 1 рівень) У рожевому
Кларенс урочисто відкриває третій магазин мережі, будівля якого рожева. Охоронник, касирка та Нікі радіють цьому. Кларенс зловтішаючись, говорить: «А теперь давайте покажемо Торгу що таке хороший магазин!»

### День 39 (4 магазин— 11 рівень) Зоряна пара
В цей день магазин відвідає дві зірки одночасно. Треба задовільняти їх обох.

### День 43 (5 магазин— 1 рівень) Найкращий магазин
Кларенс відкриває найкращий магазин, про який можна мріяти. Та розказує своїм співробітницям про те, що центр міста належить теперь їм. Касирка та Нікі у захваті від цього, підтверджуючи це словами «Неймовірно! Це абсолютной неймовірно!». Потім відчитується перед ними ж з економічним ростом. Ця мережа крамниць змогла подвоїти дохід, коментуючи це так: «Ще трохи і TORG зостанеться далеко позаду нас». А потім гравцю зображається як робот відчитується перед Олександром Торгом: «На жаль, наші прибутки продовжують знижуватися, сер.», але сам Олександр, по його словам, не має наміру здаватися та зробив «сюрприз». Він увімкнув своїх роботів на повну потужність та впевнений, що його роботи настількі швидкі, що Кларенс зостанется позаду. Потім у коміксній формі показана швидкість його роботів.

### День 48 (5 магазин— 6 рівень) Тільки зірки
Кінозірки мають думку, що цей супермаркет — найкращій у місті. В цей день магазин відвідає 4 кінозірок. Всі вони відвідають магазин по одному.

### День 53 (5 магазин— 10 рівень) Останній бій
Після проходження рівню показується зображення, де у роботів Торга відлітають руки, а на моніторі написано «КРИТИЧНЕ ПЕРЕНАВАНТАЖЕННЯ». Сам Олександр стоїть на колінях, дивиться на зламаних роботів та говорить: «Розорений, розчавлений» та «Це кінець!», у той час як Кларенс гордо стоїть, Охоронник та Касирка тримають купу грошей. А Нікі говорить: «А це відмінне почуття-почуття перемоги!». Потім показано як вона на червоному кабріолеті їде до іншого міста, говорючи: «І ця перемога всього лише початок. Попереду ще багато міст!». Цей комікс і рівень є сюжетним кінцем гри. Попередні рівні також доступні для того, щоби переграти в них.

## Сюжетні персонажі
Нікі — протагоністка. Робітниця мережі супермаркетів Corner Mart містера Кларенса. Раніше (з 1 по 4 день) була робітницею магазину Корпорації TORG на вежі.
Олександр Торг — антогоніст. Генеральний деректор Корпорації TORG, яка займається роздрібним продажем. Минулий ассистент робототехнікі у Кларенса, вкравший їх спільні креслення роботів та побудувавши на них свій бізнес.
Кларенс — девтерагоніст. Власник мережі крамниць Corner Mart. Минулий винахідник робототехніки, у якого Олександр Торг вкрав креслення.
Касирка — другорядна геройка. Працює касиркою разом із Нікі. Раніше працювала у Корпорації TORG як касирка.
Бейрфіст(букв. укр. Голий кулак) — другорядний герой. Охоронник крамниць Corner Mart. Попередня історія невідома. З'являється у грі на початку 13 дня.
Злодюжки — тритагоністи. У сюжеті з'являються на 28 день, коли їх допитує Охоронник, вони кажуть, що вони заслані містером Торгом.

## Рецензії
Гра отримала змішані відгуки.
- Metacritic:
  - DS: 67/100[40]
  - PSP: 66/100[41]
- IGN: 7/10[42]
- ZTGD: 6.5/10[28]
- Gamezebo (PC): [33]
- Nintendo Life (DS): 7/10[36]
- Pocket Gamer (DS): [34]
- Eurogamer (DS): 6/10[31]
- Nintendojo (DS): C+ (good)[35]
- Modojo (PSP): [38]
- PSP Minis (PSP): 7.5/10[39]
- PlayStation LifeStyle (PSP): 6/10[37]
- Всё об iPad (iOS): Одна з найкращих у своєму жанрі[25]